# Żarów
Żarów (in tedesco Saarau) è un comune urbano-rurale polacco del distretto di Świdnica, nel voivodato della Bassa Slesia.
Ricopre una superficie di 87,98 km² e nel 2004 contava 12 340 abitanti.